# Scapulier van Onze Lieve Vrouw van de berg Karmel

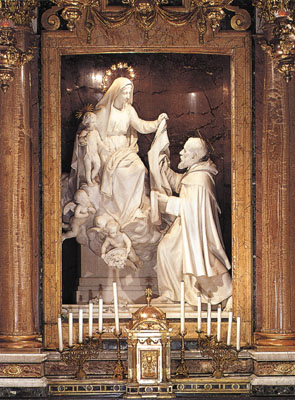
Simon Stock ontvangt het scapulier van Maria (sculptuur in de Santa Maria della Vittoria)

Het scapulier van Onze Lieve Vrouw van de berg Karmel is een scapulier dat tijdens een Mariaverschijning op 16 juli 1251 in Cambridge aan de heilige karmeliet Simon Stock overhandigd werd. Tijdens deze verschijning overhandigde Maria hem een bruin wollen scapulier. Deze verschijning is door de Kerk meermaals erkend.

## De beloften
Maria beloofde bij het overhandigen van het scapulier: "Neem dit scapulier, het zal een teken van verlossing zijn, een bescherming in gevaar en een belofte van vrede. Alwie zal sterven met dit habijt bekleed zal gevrijwaard zijn voor het eeuwige vuur".
Later werd aan deze belofte ook het 'zaterdags privilege' toegevoegd. Dit omvat de bevrijding uit het vagevuur op de zaterdag na de dood. Hiervoor moeten, in tegenstelling tot de genade van de vrijwaring van de hel, aan twee voorwaarden worden voldaan naast het voortdurend dragen van het scapulier:
- Kuisheid beleven volgens zijn eigen levensstaat.
- Dagelijks het klein officie van de Heilige Maagd bidden. Dit kan door een priester worden omgezet in het dagelijks bidden van het rozenhoedje of een ander goed werk.

De kuisheid van zijn eigen levensstaat staat onderhouden is eigenlijk niets meer is dan dat wat voor iedere christen geldt: "Gehuwden zijn geroepen om de echtelijke kuisheid te beleven; de ongehuwden beoefenen de kuisheid in onthouding".
Alle karmelieten dragen dit scapulier. Ook veel leken wensten dit scapulier te dragen, om aldus deel te krijgen aan bijzondere genade die Maria beloofd had aan hen die het scapulier zouden dragen. Zij dragen een ‘kleine’ variant. Deze bestaat uit twee kleine lapjes bruine wol met twee touwtjes verbonden. Het ene lapje hangt op de borst en het andere op de rug. Het wordt gedragen onder de kleren.
Het scapulier moet worden opgelegd door een priester, volgens de voorgeschreven ritus. Hij kan dan het Klein Officie van de H. Maagd dat vereist is voor het genieten van het zaterdag-privilege omzetten in het dagelijks rozenhoedje of een ander goed werk. Als het eerste scapulier versleten is, kan het gewoon vervangen worden door een ander zonder dat het opnieuw door een priester hoeft te worden opgelegd. Omdat het scapulier een gewijd voorwerp is, wordt het niet zomaar weggegooid, wanneer men het vervangt dient men het te verbranden of te begraven.
Op 13 oktober 1917 verscheen Maria aan de herdertjes van Fatima met het Scapulier van de Berg Karmel. Lucia, een van de drie zieners, zei daarover: "De H. Maagd wilde dat iedereen het Scapulier draagt, dat het teken is van de Toewijding aan het Onbevlekt Hart van Maria. De Rozenkrans en het scapulier zijn onafscheidelijk".

## Dragers
Toen paus Leo XI net tot paus was gekozen en men hem hielp met het aandoen van de pauselijke gewaden, wilden ze hem zijn groot bruin scapulier dat hij onder zijn kleren droeg afnemen. De paus zei toen echter tegen degenen die hem hielpen: "Laat mij Maria houden, opdat Maria mij niet in de steek laat."
Ook paus Johannes Paulus II droeg het scapulier. Toen hij na te zijn neergeschoten werd geopereerd, vroeg hij de dokters om zijn scapulier niet te verwijderen.
Enkele andere heiligen die het bruin scapulier droegen zijn:
- St. Theresia van Avila
- St. Johannes van het Kruis
- St. Alfonsus van Liguori
- St. Petrus Claver
- St. Robertus Bellarminus, SJ
- St. Claude de la Colombiere
- St. Vincentius Pallotti
- St. Johannes Maria Vianney, Pastoor van Ars
- St. Bernadette Soubirous
- St. Johannes Bosco
- St. Maximiliaan Kolbe
- St. Pius X
- St. Jozefmaria Escrivá